# 吉田紀人
吉田 紀人（よしだ のりひと、1971年12月29日 - ）は、日本の元子役。劇団若草に所属していた。

## 出演作品

### テレビドラマ
- 水戸黄門 第9部 第9話「黄門さまの父子裁き ‐弘前-」（1978年10月2日、TBS / C.A.L） - 庄吉 役
- 道（1978年 - 1979年、TBS）- 松島哲也 役
- 心（1980年 - 1981年、TBS） - 宮寺太一 役
- かくれんぼ（1981年 - 1982年、日本テレビ） - 高倉和彦 役
- 本日も晴天なり（1981年 - 1982年、連続テレビ小説、NHK） - 桂木順平 役
- カムバック・ガール（1982年、TBS） - 赤西栗太 役
- 徳川家康（1983年、大河ドラマ、NHK） - 徳千代 役
- ことしの牡丹はよいぼたん（1983年、金曜劇場、フジテレビ） - 海老名泰助 役
- はいすくーる落書（1989年、TBS） - 滝口寛次 役

### 歌唱
- 虫歯の子どもの誕生日（1978年、みんなのうた、NHK） - 唄